# ماركو جيامباولو
ماركو جيامباولو (بالإيطالية: Marco Giampaolo) (مواليد 2 أغسطس 1967 في بيلنزونا - سويسرا) لاعب كرة قدم إيطالي الجنسية سويسري المولد معتزل كان يجيد اللعب في مركز الوسط المحوري وحاليا مدرب نادي الدرجة الأولى كاتانيا الإيطالي منذ 2010. وهو المدرب الحالي لنادي ليتشي الإيطالي.

## روابط خارجية
- ماركو جيامباولو على موقع قاعدة بيانات كرة القدم.إي يو (الإنجليزية)
- ماركو جيامباولو على موقع Soccerway.com (الإنجليزية)
- ماركو جيامباولو على موقع عالم كرة القدم.نت (الإنجليزية)
- ماركو جيامباولو على موقع كووورة